# Wang Yeu-tzuoo
Wang Yeu-tzuoo, conosciuto anche come Jimmy Wang (王宇佐T, Wáng YǔzuǒP; Arabia Saudita, 8 febbraio 1985), è un ex tennista taiwanese. Dopo gli ottimi risultati ottenuti da juniores, si è distinto anche nei primi anni da professionista, raggiungendo l'85ª posizione del ranking ATP nel 2006. Oltre a vari titoli Futures, ha al proprio attivo 5 titoli Challenger in singolare e uno in doppio.

## Carriera

### Juniores
Wang inizia a giocare a tennis all'età di sette anni. Nel 2001, nella categoria juniores, disputa la finale in singolare degli US Open e degli Australian Open, perse rispettivamente contro Gilles Müller e Janko Tipsarević, e la semifinale a Wimbledon, raggiungendo la terza posizione nel ranking mondiale di categoria. Da juniores si aggiudica otto titoli in singolare e quattro in doppio.

### Professionista

#### 2000-2002: un titolo Challenger e tre Futures in singolare, tre Futures in doppio
Debutta tra i professionisti a 15 anni nell'ottobre del 2000 nel circuito Futures ITF arrivando in semifinale al torneo Indonesia F6, guadagna così i primi punti nel ranking ATP ed entra tra i primi 1000 giocatori del mondo. Il 9 febbraio 2001 esordisce in Coppa Davis e vince entrambi i singolari nella sfida con cui Taiwan supera il Pakistan 3-2. Alcuni giorni dopo debutta nel circuito Challenger al torneo di Ho Chi Minh. In maggio vince il suo primo titolo da professionista grazie al ritiro di Gouichi Motomura durante la finale del Futures Japan F4 a Fukuoka. Quell'anno raggiunge la finale anche ai Futures Chinese Taipei F2 e Thailand F2. In doppio vince due titoli Futures nelle Filippine tra la fine del 2001 e l'inizio del 2002. Inizia la nuova stagione arrivando per tre volte consecutive in finale in tornei Futures, vincendo quella dell'Uzbekistan F1 ed entrando per la prima volta tra i top 300 del ranking. In aprile vince il torneo di doppio in coppia con Danai Udomchoke al Futures China F1. In maggio batte 6-3, 6-1 Tuomas Ketola nella finale del torneo uzbeko di Fergana, e diventa il più giovane tennista asiatico a vincere un titolo nella categoria Challenger. Tenta per la prima volta di accedere a un torneo del Grande Slam, ma viene eliminato al secondo incontro di qualificazione agli US Open. In novembre conquista il terzo titolo Futures vincendo il torneo californiano U.S.A. F28.

#### 2003-2004: 2 titoli Futures e prime apparizioni nel circuito maggiore

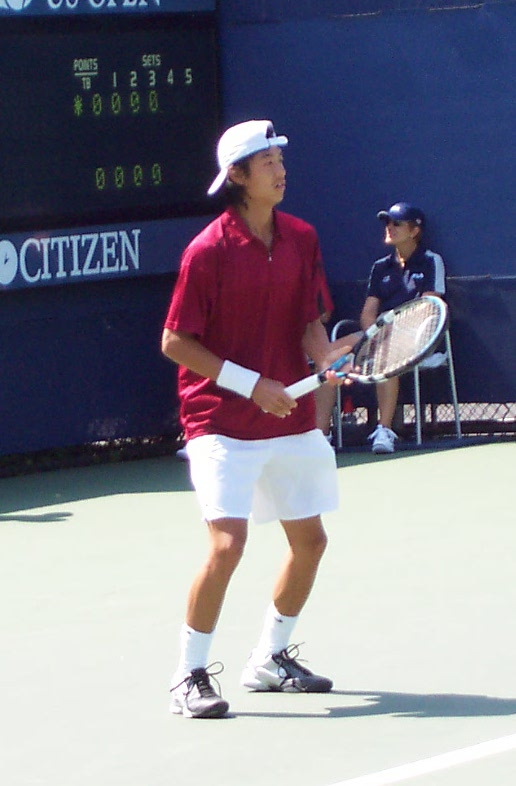
Wang agli US Open 2004

Con i quarti di finale disputati nel gennaio 2003 al Challenger statunitense di Waikoloa entra nella top 200 del ranking. Quell'anno si aggiudica 6 dei 7 incontri giocati in Coppa Davis nelle vittoriose sfide con Kazakistan, Cina e Hong Kong, contribuendo alla promozione di Taiwan nel Gruppo I della Coppa Davis 2004. Sempre nel 2003 perde entrambe le finali disputate nei Challenger di Andorra e Dharwad, mentre verso fine anno si aggiudica i Futures Indonesia F2 e Taipei F1. Nel 2004 disputa un solo torneo Futures e gioca in prevalenza nei Challenger, senza mai raggiungere la finale. Supera per la prima volta le qualificazioni di uno Slam a Wimbledon e al primo turno viene eliminato in tre set dal nº 2 del mondo Andy Roddick. In agosto fa il suo esordio nel circuito ATP con una sconfitta al primo turno del Washington Open. Viene eliminato al primo incontro nelle qualificazioni dell'US Open. La sua prima vittoria nel circuito ATP arriva in ottobre al Japan Open superando in due set Jeff Morrison; al secondo turno strappa un set al nº 10 del mondo David Nalbandian.

#### 2005: due titoli Challenger e top 100
Nel giugno 2005 supera per la prima volta un top 100, il nº 66 Michaël Llodra, al torneo ATP sull'erba di Halle. In settembre, grazie ai buoni risultati nel circuito Challenger, come i successi nei tornei di Ho Chi Minh e Istanbul e le finali di Valladolid e Segovia, entra per la prima volta nelle prime 100 posizioni del ranking ATP. Consolida la posizione a fine mese raggiungendo i quarti di finale al torneo ATP di Bangkok, dove al secondo turno batte in due set il nº 39 del ranking Tommy Haas.

#### 2006: nº 85 del mondo, unica vittoria su un top 10
Entra per la prima volta nel main draw di uno Slam per diritto di classifica all'Australian Open 2006, supera il primo turno per ritiro dell'avversario ed esce al secondo. Il mese dopo batte sorprendentemente al primo turno a San Jose il nº 20 ATP James Blake e al secondo viene eliminato dall'emergente Andy Murray, che vincerà il torneo. In marzo raggiunge la finale nel Challenger di Wolfsburg e sale all'85ª posizione della classifica mondiale, che resterà il suo best ranking. In giugno ottiene la sua vittoria più prestigiosa superando in tre set il nº 6 del mondo Nikolaj Davydenko al secondo turno del Queen's prima di essere eliminato da Dmitrij Tursunov. Due settimane dopo centra la prima vittoria in uno Slam battendo al primo turno di Wimbledon Oliver Marach. Il 7 agosto esce definitivamente dalla top 100. Al suo incontro di esordio agli US Open raccoglie solo 5 giochi contro il nº 1 del mondo Roger Federer. Le rare vittorie nel circuito maggiore non bilanciano i risultati nei Challenger del 2005 e chiude il 2006 al 148º posto del ranking.

#### 2007-2010: due titoli Challenger, lunga assenza dai campi e esclusione dal ranking
Con la classifica deficitaria, nei primi mesi del 2007 torna a concentrarsi senza troppo successo nei tornei Challenger e ITF. Si riscatta in giugno vincendo il Busan Open Challenger battendo in finale Jan Vacek  6-3, 6-2. due settimane dopo supera le qualificazioni a Wimbledon e raggiunge il secondo turno. In luglio si aggiudica il suo quinto e ultimo Challenger in carriera in singolare a Recanati, superando in finale Andrej Golubev. In settembre torna a disputare i quarti di finale all'ATP di Bangkok e viene eliminato in tre set da Dmitrij Tursunov. Nel 2008 disputa solo 6 incontri e li perde tutti, ne consegue il tracollo nel ranking da cui viene escluso in ottobre. Torna al successo nella Coppa Davis 2009 vincendo entrambi i singolari nella sfida con cui Taipei supera il Kazakistan 5-0, ma saranno gli unici due incontri disputati nel 2009. Riprende a giocare nell'ottobre 2010 ma disputa solo tre tornei.

#### 2011-2012: risalita in classifica
Torna a giocare con regolarità all'inizio del 2011. In maggio torna a sollevare un trofeo Futures al torneo Mexico F3. In luglio supera le qualificazioni al torneo ATP di Newport e raggiunge il secondo turno dopo aver superato il nº 62 del ranking Igor Kunitsyn. In ottobre raggiunge la finale nel Challenger di Seul, risultato che gli consente di rientrare nella top 300 del ranking. Due semifinali e due quarti di finale nei tornei Challenger nei primi mesi del 2012 lo riportano in marzo tra i primi 200 giocatori del mondo. In giugno supera le qualificazioni a Wimbledon e viene eliminato al primo turno. Si qualifica per il tabellone principale anche agli US Open 2012 e al primo turno batte in 4 set il nº 75 ATP Ivo Karlović prima di essere eliminato da Gilles Simon. Chiude la stagione al 157º posto dopo essere stato al 147º in ottobre.

#### 2013-2014: primo titolo Challenger in doppio e terzo turno a Wimbledon
Inizia il 2013 senza ottenere risultati di rilievo e in marzo vince il suo unico Challenger in doppio in carriera all'Open Guadeloupe, in coppia con Dudi Sela. In aprile raggiunge la finale al Challenger di León, nella quale viene sconfitto in due set da Donald Young. In giugno supera le qualificazioni e raggiunge il secondo turno a Wimbledon. Prima di fine anno disputa due semifinali nel circuito Challenger. All'inizio del 2014 supera le qualificazioni all'Australian Open e tre settimane dopo perde la finale al Challenger panamense di Chitré contro Wayne Odesnik. In maggio raggiunge la sua ultima finale Challenger in carriera al Busan Open, che perde in due set da Gō Soeda. Il mese dopo ottiene il suo miglior risultato in una prova del Grande Slam raggiungendo il terzo turno a Wimbledon dopo aver superato al primo turno il nº 76 ATP Alejandro Gonzalez e al secondo il nº 16 Michail Južnyj, viene quindi eliminato in tre set da Jo-Wilfried Tsonga. In luglio arriva ai quarti nell'ATP 250 di Bogotà, nella sua ultima apparizione in un cartellone principale del circuito maggiore. Chiude la positiva stagione al 124º posto del ranking.

#### Ultimi anni
Con la semifinale nel Challenger di Noumea a inizio 2015 risale al 117º posto del ranking, migliore posizione dal settembre del 2006. Ha quindi inizio un progressivo declino per il trentenne Wang, nel prosieguo della stagione supera il secondo turno solo nel Challenger casalingo di Kaohsiung e in quello cinese di Suzhou. In giugno partecipa per l'ultima volta alle qualificazioni di un torneo ATP e chiude l'annata alla 310ª posizione del ranking. Nel febbraio 2016 raggiunge i quarti di finale a Nuova Delhi e Kyoto, i migliori risultati della stagione nei Challenger. In aprile vince il Futures China F4, che sarà l'ultimo trofeo della sua carriera. Non ottiene altri risultati significativi nel 2016 e termina l'annata alla posizione nº 430. Anche nel 2017 non ottiene risultati di rilievo. Disputa il suo ultimo incontro da professionista in singolare al secondo turno di qualificazione del Challenger di Taipei nell'aprile 2018, mentre in doppio disputa alcuni altri tornei Challenger nel 2018 e 2019. L'ultimo risultato importante è la finale raggiunta in doppio al Challenger di Kaohsiung nel settembre 2018.

## Titoli Challenger

### Singolare (5)
| N. | Data              | Torneo                              | Superficie | Avversario in finale | Punteggio     |
| 1. | 19 maggio 2002    | Fergana Challenger, Fergana         | Cemento    | Tuomas Ketola        | 6-3, 6-1      |
| 2. | 20 marzo 2005     | Ho Chi Minh Challenger, Ho Chi Minh | Cemento    | Tomas Behrend        | 6-3, 7-6(4)   |
| 3. | 11 settembre 2005 | Istanbul Challenger, Istanbul       | Cemento    | Michael Berrer       | 4-6, 6-4, 6-3 |
| 4. | 10 giugno 2007    | Busan Open Challenger, Busan        | Cemento    | Jan Vacek            | 6-3, 6-2      |
| 5. | 29 luglio 2007    | Guzzini Challenger, Recanati        | Cemento    | Andrej Golubev       | 6-3, 3-6, 6-4 |

### Doppio (1)
| N. | Data          | Torneo                     | Superficie | Compagno  | Avversari in finale        | Punteggio |
| 1. | 31 marzo 2013 | Open Guadeloupe, Le Gosier | Cemento    | Dudi Sela | Philipp Marx Florin Mergea | 6-1, 6-2  |